# توماس غوبينا
توماس غوبينا (بالإنجليزية: Thomas Gobena)‏ ويعرف أيضاً باسم تومي غوبينا هو موسيقي باسيست إثيوبي ولد في سنة 1971. هو عضو في فرقة البنك جيبسي الأمريكية غوغول بوديلو. يستقر حاليا مع بقية أعضاء فرقته في واشنطن في الولايات المتحدة.

## روابط خارجية
- توماس غوبينا على موقع IMDb (الإنجليزية)
- توماس غوبينا على موقع ميوزك برينز (الإنجليزية)
- توماس غوبينا على موقع ميوزك برينز (الإنجليزية)
- توماس غوبينا على موقع ديسكوغز (الإنجليزية)